# 弗雷迪·格斯特
弗雷迪·格斯特（英語：Freddie Guest，1875年6月14日—1937年4月28日），英国马球运动员。他曾代表英国参加1924年夏季奥林匹克运动会马球比赛，获得一枚铜牌。他于1937年因癌症去世，享年61岁。